# Ел Кларин (Атојак)
Ел Кларин (шп. El Clarín) насеље је у Мексику у савезној држави Веракруз у општини Атојак. Насеље се налази на надморској висини од 1051 м.

## Становништво
Према подацима из 2010. године у насељу су живела 4 становника.

### Хронологија
| Година       | 2000      | 2005 | 2010 |
| ------------ | --------- | ---- | ---- |
| Становништво | 7 (6 / 1) | 6    | 4    |

### Попис
| # | Индикатор                     | Вредност |
| - | ----------------------------- | -------- |
| 1 | Укупно домаћинстава           | 3        |
| 2 | Укупно насељених домаћинстава | 2        |
| 3 | Величина локације             | 1        |